# Veronica taiwanalpina
Veronica taiwanalpina är en grobladsväxtart som beskrevs av Shao Shun Ying. Veronica taiwanalpina ingår i släktet veronikor, och familjen grobladsväxter. Inga underarter finns listade i Catalogue of Life.